# Штромер, Эрнст
Эрнст Штромер фон Райхенбах (нем. Ernst Freiherr Stromer von Reichenbach; 12 июня 1870, Нюрнберг  — 18 декабря 1952) — немецкий палеонтолог XX века.

## Биография
Родился Штромер в 1870 году в Нюрнберге. В 1911 году (1910) отправился в экспедицию в Египет, во время которой открыл и описал спинозавра. В 1930-х годах он отправился во вторую экспедицию и описал бахариазавра. Описал также стоматозуха и другие виды. Скончался в 1952 году.